# رفراف لقلقي المنقار
الرفراف لقلقي المنقار (الاسم العلمي: Pelargopsis capensis) هو نوع من الطيور يتبع فصيلة رفراف الشجر ينتشر على نطاق واسع ولكن بقلة في شبه القارة الهندية الاستوائية وجنوب شرق آسيا، من الهند إلى إندونيسيا.